# Jugend debattiert international

VIII. Międzynarodowy Finał Warszawa, 17.10.2014

Jugend debattiert international – konkurs odbywający się po niemiecku w 12 krajach Europy Środkowo-Wschodniej: w Polsce, Czechach, Estonii, na Łotwie, Litwie, w Rosji, na Ukrainie, na Węgrzech a od 2016 roku w Słowenii i na Słowacji.
Za realizację projektu odpowiadają Goethe-Institut, Fundacja „Pamięć, Odpowiedzialność, Przyszłość” (niem.: Stiftung „Erinnerung, Verantwortung und Zukunft“), Fundacja Hertie (niem.: Gemeinnützige Hertie-Stiftung) oraz Centralny Ośrodek ds. Szkolnictwa Zagranicznego (niem.: Zentralstelle für das Auslandschulwesen). Ponadto konkurs wspierają organizacje lokalne; w Polsce jest to Fundacja Współpracy Polsko-Niemieckiej, w Czechach Niemiecko-Czeski Fundusz Przyszłości (cz.: Česko-Německý Fond Budoucnosti), a na Litwie Litewskie Centrum Informacji i Twórczości Technicznej Uczniów (lit.: Lietuvos Mokinių Informavimo Ir Techninės Kūrybos Centras).
Jugend debattiert international jest dotychczas jedynym międzynarodowym konkursem debatanckim dla uczniów w języku niemieckim. Uczy młodych ludzi z Europy Środkowo-Wschodniej przedstawiania swoich poglądów i prezentowania własnego stanowiska w przekonujący sposób, w oparciu o merytoryczne argumenty. Propaguje także niemiecki jako język debaty. Poza doskonaleniem biegłości w posługiwaniu się językiem niemieckim projekt, wspierając rozwój umiejętności prowadzenia dyskursu, przyczynia się także do lepszego zrozumienia idei demokracji. Przez kształtowanie kompetencji w sferze polityczno-społecznej i rozwijanie umiejętności prowadzenia dialogu i sporów projekt nie tylko stosuje demokrację w praktyce, ale także przyczynia się do wykształcenia młodej międzynarodowej elity i przyszłych decydentów.
Przedmiotem konkursu jest debatowanie po niemiecku na tematy dotyczące życia codziennego w szkole, podstawowych praw obywatelskich oraz praw człowieka, historii (szczególnie w kontekście doznanych w przeszłości krzywd) i Europy.
Projekt adresowany jest do uczniów szkół średnich, którzy znają język niemiecki przynajmniej na poziomie B2 według Europejskiego Systemu Opisu Biegłości Językowej.

## Konkurs
W roku szkolnym 2015/2016 w konkursie bierze udział ponad 2300 uczniów z ponad 157 szkół. W tych szkołach projekt stanowi integralną część zajęć lekcyjnych. Specjalnie wyszkoleni nauczyciele pokazują uczniom, jak debatować, i przeprowadzają debaty. Najlepsi uczniowie rywalizują ze sobą najpierw na szczeblu szkoły i regionu, potem na szczeblu krajowym, a na końcu w ramach międzynarodowych finałów, w których udział biorą zdobywcy pierwszych i drugich miejsc w finałach krajowych w Niemczech oraz w krajach Europy Środkowo-Wschodniej.

## Przebieg i ocena debaty
Czworo uczniów, po dwoje „za” i „przeciw”, debatuje przez 24 minuty po niemiecku na temat istotny z punktu widzenia polityki społecznej (np. „Czy Turcja powinna zostać członkiem Unii Europejskiej?”). Ramy debaty są ściśle określone: Wszyscy uczestnicy debaty mają na początku po dwie minuty czasu, podczas których, bez przerywania ze strony innych uczestników, mogą przedstawić swoje stanowisko i argumenty. Następnie ma miejsce dwunastominutowa swobodna wypowiedź, która jest właściwą „fazą sporu”. Na zakończenie każdy z uczestników ma jedną minutę czasu na wypowiedź końcową podsumowującą przeprowadzoną debatę. Debata toczy się bez osoby moderującej jej przebieg. Tematy debat dotyczą szkoły (trening), polityki, podstawowych praw obywatelskich oraz praw człowieka, historii (w szczególnie w kontekście doznanych w przeszłości krzywd) i Europy.
Debatę ocenia jury liczące od trzech do pięciu osób. Jurorzy dokonują oceny w oparciu o skalę punktową. Wystąpienie każdego uczestnika debaty oceniane jest według czterech kryteriów: przygotowanie merytoryczne, środki wyrazu, umiejętność prowadzenia rozmowy, siła przekonywania. Stopień biegłości w posługiwaniu się językiem niemieckim nie podlega ocenie.

## Historia
W 2005 r. konkurs Jugend debattiert international odbył się w Polsce i w Czechach. Od 2006 r. uczestniczą w nim także szkoły z Estonii, Łotwy, Litwy i Ukrainy. Po dwuletniej fazie pilotażowej w 2009 r. w do projektu dołączyły szkoły w Moskwie i Sankt Petersburgu.
JDI-Finały
| Finały                                                   | Temat debaty | Patronat / Gość honorowy | Zwycięzca                                                               |
| -------------------------------------------------------- | --- | --- | ----------------------------------------------------------------------- |
| I. Międzynarodowe Finały Praga (Czechy), 05.10.2007      | „Czy w Unii Europejskiej kwestionowanie ludobójstwa powinno być karane?”                                                             | Václav Havel, były Prezydent Republiki Czeskiej / Wolfgang Thierse, Wiceprzewodniczący Niemieckiego Bundestagu                  | Jakub Štefela, Liberec (Czechy) i Peer Klüßendorf, Rostock (Niemcy)     |
| II. Międzynarodowe Finały Warszawa (Polska), 24.10.2008  | „Czy narodowe podręczniki do nauczania historii w szkołach powinny zostać zastąpione wspólnym europejskim podręcznikiem?”            | Bronisław Komorowski, Marszałek Sejmu Rzeczypospolitej Polskiej / Gerda Hasselfeldt, Wiceprzewodnicząca Niemieckiego Bundestagu | Barbara Wasilewska, Warszawa (Polska) i Wiebke Neelsen, Wismar (Niemcy) |
| III. Międzynarodowe Finały Praga (Czechy), 26.02.2010    | „Czy 23 sierpnia powinien zostać europejskim dniem pamięci ofiar reżimów totalitarnych?”                                             | Václav Havel, były Prezydent Republiki Czeskiej / Petra Pau, Wiceprzewodnicząca Niemieckiego Bundestagu                         | Jitka Rutrlová, Praga (Czechy) i Maximilian Behrens, Münster (Niemcy)   |
| IV. Międzynarodowe Finały Berlin (Niemcy), 12.11.2010    | „Czy w Google Street View powinny znaleźć się wszystkie europejskie metropolie?”                                                     | Sekretarz stanu Harro Semmler, Dyrektor w Niemieckim Bundestagu                                                                 | Irina Avdeeva, Moskwa (Rosja)                                           |
| V. Międzynarodowe Finały Kijów (Ukraina), 21.10.2011     | „Czy wszystkie państwa europejskie powinny zagwarantować ustawowo rezygnację z wykorzystania energii atomowej w najbliższym czasie?” | Vitali Klitschko / Dr. Hans-Jürgen Heimsoeth, Ambasador Republiki Federalnej Niemiec na Ukrainie                                | Annett Lymar, Viljandi (Estonia)                                        |
| VI. Międzynarodowy Finał Wilno (Litwa), 19.10.2012       | „Czy ‚mowa nienawiści‘ w stosunku do wyznań religijnych powinna być ścigana karnie w Europie?”                                       | Emanuelis Zingeris, Przewodniczący Komisji ds. Międzynarodowych Parlamentu Litwy                                                | Gréta Szabó, Budapeszt (Węgry)                                          |
| VII. Międzynarodowy Finał Budapeszt (Węgry), 18.10.2013  | „Czy masowe imprezy sportowe powinny być bojkotowane w przypadku nieprzestrzegania praw człowieka w kraju gospodarza”                | Viktor Kassai, węgierski sędzia międzynarodowy piłki nożnej i sędzia roku 2011                                                  | Dominika Perlínová, Praga (Czechy)                                      |
| VIII. Międzynarodowy Finał Warszawa (Polska), 17.10.2014 | „Czy partie ekstremistyczne powinny zostać zakazane?”                                                                                | Władysław Bartoszewski, Sekretarz stanu, pełnomocnik Prezesa Rady Ministrów ds. dialogu międzynarodowego                        | Anastasija Minitš, Tallinn (Estonia)                                    |
| IX. Międzynarodowy Finał Ryga (Łotwa), 23.10.2015        | „...” | Andris Bērziņš, były Prezydent Republiki Łotewskiej                                                                             | Anna Ryan, Budapeszt, (Węgry)                                           |
| X. Międzynarodowy Finał Praga (Czechy), 23.09.2016       | „Czy doping zorganizowany przez państwo powinien powodować wykluczenie danego kraju z zawodów międzynarodowych?”                     | Karel Schwarzenberg, były Minister spraw zagranicznych Republiki Czeskiej                                                       | Khoi Nguyen, Praga (Czechy)                                             |